# 天主教巴塞隆納教區
天主教巴塞隆納教區（拉丁語：Dioecesis Barcinonensis in Venetiola）是委內瑞拉一個羅馬天主教教區，屬庫馬納總教區。
教區於1954年6月7日成立，位於安索阿特吉州；2006年時有教友1,785,000人（佔轄區總人口93.5%）、五十二個堂區和六十八名司鐸。現任教區主教為喬治·阿尼巴爾·金特羅-查孔，榮休主教為塞薩爾·雷蒙·奧特加-埃雷拉。